# NEWSエンターテインメント
株式会社NEWSエンターテインメント（news entertainment school）は、埼玉県さいたま市浦和区にある芸能プロダクションである。2001年（平成13年）に国大セミナーの一部門として創業、2008年（平成20年）に設立された。
所属タレントは子役（乳幼児も含めた未成年者）が圧倒的に多いが、成年の所属タレントもおり、僅かながら20歳以上の所属タレントもいる。また、子役出身の著名なタレント、俳優の中にはかつてNEWSエンターテインメントに所属していた者も見られているほか、子役時代NEWSエンターテインメントに所属していたプロアスリートもいる（「過去の主な所属タレント」を参照）。
タレントのマネジメント業務のほかにも、子供タレント・モデルの育成も行っており、子役養成機関NEWSエンターテインメント・スクールを6校（埼玉・東京・千葉・神奈川・大阪・名古屋）、スタジオを3か所（高崎・静岡・京都）の運営している。

## 主な所属タレント

### 女性
- 高坂美郁
- 佐々木ゆら
- 高嶋琴羽

### 男性
- 外川燎
- 細野涼聖

## 過去の主な所属タレント

### 女性
- 荒瀬眞依
- 飯塚萌木
- 岩本千波
- 上垣ひなた
- 延命杏咲実
- 大久保桜子
- 小田切美織
- 兼尾瑞穂
- 河合瑠果
- 川嶋紗南
- 川島夕空
- 岸田海音
- 櫻井さとみ
- 清水らら
- 鈴木麻世
- 豊田留妃
- 仲川みきえ
- 中尾美晴
- 奈良瞳
- 錦辺莉沙
- 福原遥
- 眞嶋優
- 増田桜美
- 松井りさ
- 守山玲愛
- 山口まゆ
- 山田海遊
- 吉岡千波
- 吉原怜那[2]

### 男性
- 安彦統賀（現：競輪選手）
- 大島璃生
- 大朏岳優
- 小倉史也
- 加藤翼
- 岸田瑛音
- 小美野来希
- 坂井太陽
- 塩野魁土
- 渋谷樹生
- 渋谷龍生
- 醍醐直弘
- 谷川功
- 飛田光里
- 萩原利久
- 松井瑛介
- 松本翼（現：7th Logic代表）
- 馬渕誉
- 南出凌嘉
- 山﨑光
- 山田日向
- 吉川史樹

## グループ会社
- 株式会社 国大セミナー[1]
- 株式会社 NEWS[1]
- 株式会社 そらまめキッズツアー[1]